# Giulia Canuti Bonaveri
Giulia Canuti in Bonaveri o Bonavera (Bologna, 1636 – 1696?) è stata una pittrice italiana in ambito bolognese.

## Biografia
Figlia di Luca Canuti e di una tale Santina, Giulia Canuti era la sorella del pittore barocco Domenico Maria con cui studiò per poi specializzarsi nella pittura figurativa.
Sposò un Bonavera o Bonaveri e da lui ebbe tre figli: Domenico, «intagliatore di rame» o incisore, Carlo, scultore, e Luca, pittore figurista.
Nonostante l'attenzione delle fonti sugli uomini artisti della sua famiglia, dal celebre fratello ai Bonaveri, la pittrice è caduta nell'oblio, non sono note sue opere esistenti e non sono ancora state riscoperte. Di lei si hanno notizie nel 1684 e secondo Marcello Oretti fiorì intorno al 1700. Collaborò con Teresa Maria Coriolano.
Nella scheda sull'artista del 2021, la storica dell'arte Babette Bohn riporta come plausibile, ma senza sciogliere il dubbio, la corrispondenza tra Giulia Canuti e tale Angela (sic?) Canuti morta il 3 agosto 1696 a "San Lorenzo di P.A S.A", riportando tali informazioni dal foglio di seppellimento compilato dal Carrati.